# Chandragupta Ier
Chandragupta est un râja Gupta du Magadha (règne v. 319-335), fils supposé de Ghatotkachagupta.
Il monte sur le trône vers 319-320, date qu'il choisit pour commencer une nouvelle ère, celle des Gupta, même si on ne sait pas si un événement précis l'a incité à agir ainsi.
Quoi qu'il en soit, il réussit un mariage politique important en épousant vers 308 Kumarâdevî, une princesse Lichhavî (à ne pas confondre avec la dynastie Licchavi du Népal), issue d'un des États de son voisinage (sans doute une principauté importante du Magadha). Ce mariage est célébré par une émission monétaire qui représente le roi et la reine. Dorénavant maître de Pâtaliputra et allié d'une grande famille, Chandragupta s'emploie apparemment à assurer et augmenter son pouvoir en faisant la conquête du reste du Magadha, de Prayâga et de Sâketa. Il est alors le maître d'une grande partie de la vallée orientale du Gange et se donne le titre de mahârâja-adhirâja, « grand roi des rois », qui est en fait couramment employé par d'autres rois de l'époque, et pas forcément les plus puissants.
D’origine scythe, il aurait assassiné le roi de Pataliputra Sundara-varman et exilé son fils. Les Kusana sont refoulés sur le Gandhara. Son fils Samudragupta lui succède en 335.